# Jonas Fränkel
Jonas Fränkel (geboren 12. August 1879 in Krakau, Österreich-Ungarn; gestorben 4. Juni 1965 in Riedegg bei Thun, ab 1919 heimatberechtigt in Bern) war ein Schweizer Germanist, Hochschullehrer und Herausgeber von Werken Gottfried Kellers.

## Leben und Werk
Fränkel, Sohn jüdischer Eltern, bereitete sich zunächst auf eine Laufbahn als Rabbiner vor. Nach seinem Bruch mit dem Judentum 1897 wandte er sich der Philosophie, Literatur und Kunst zu. In einer späteren Lebensphase näherte er sich dem Judentum allerdings wieder an. 1898 begann er ein Studium der Kunstgeschichte, Literaturgeschichte und Philosophie an der Universität Wien, wo er, seit seiner Schulzeit schwerhörig, wegen der grossen Auditorien den Vorlesungen nicht folgen konnte. Bessere Bedingungen fand er an der Universität Bern, wo Oskar Walzel seine philologische Begabung entdeckte. Fränkel promovierte 1902 mit einer Dissertation über Zacharias Werner. Nach dem Scheitern eines ersten Habilitationsgesuches 1908 habilitierte er sich im Jahre 1909 mit einer Studie über die Briefe Goethes an Charlotte von Stein und erhielt die venia legendi für Neuere deutsche Literaturgeschichte. Anschließend war Fränkel bis 1921 als Privatdozent für Deutsche Literaturgeschichte an der Universität Bern tätig. Ein Versuch der Umhabilitation nach Zürich scheiterte 1918 an dem Widerstand Emil Ermatingers, dessen Keller-Biografie von Fränkel kritisiert worden war. Von 1921 bis 1949 lehrte Fränkel in der Nachfolge Ferdinand Vetters als ausserordentlicher Professor für neuere deutsche Literatur und vergleichende Literaturgeschichte an der Universität Bern. Auf vorfühlende Anfragen deutscher Universitäten im Hinblick auf mögliche Rufe, u. a. aus Jena, ging Fränkel nicht ein.
Jonas Fränkel hob sich vor allem als Herausgeber von Werken und Briefen deutscher und schweizerischer Dichter hervor. In den Jahren von 1923 bis 1939 beförderte er ausschliesslich durch eigene Arbeit 17 von 22 Bänden der ersten textkritischen Edition von Keller-Werken zum Druck. Als er 1939 in seiner Schrift Gottfried Kellers politische Sendung mit dem Nationalsozialismus abrechnete, ergriffen Nazi-Sympathisanten unter seinen akademischen Gegnern die Gelegenheit, um ihm die Weiterarbeit an der Keller-Ausgabe unmöglich zu machen. 1942 entzog ihm die Zürcher Regierung unter Vorwänden alle Arbeitsmöglichkeiten und verwehrte ihm den Zugang zu den Archiven.
Der Schweizer Dichter und Publizist Carl Spitteler hatte seinen Freund Fränkel zum Biographen, Nachlassverwalter und Herausgeber seiner Werke bestimmt. Auch hier gelang es Fränkels Gegnern, diesen nach jahrelangen Prozessen und publizistischen Kämpfen an der Ausführung seiner Aufgabe zu hindern.
Zu den weiteren Forschungsschwerpunkten Fränkels gehörten ebenso die Werke Goethes, Heines und  C. F. Meyers.
1964 ernannte die Universität Jena Fränkel zum Ehrendoktor. Im selben Jahr erfolgte auch die Berufung zum Fellow des Leo-Baeck Instituts in New York.
2021 übernahm das Schweizerische Literaturarchiv Fränkels Nachlass.

## Einige Schriften Fränkels
- Joseph Viktor Widmann. Drei Studien. Zürich u. a. 1919.
- Gottfried Kellers politische Sendung. Zürich 1939.
- Die Gottfried Keller-Ausgabe und die Zürcher Regierung. Eine Abwehr. Zürich o. J. [1942].
- Spitteler. Huldigungen und Begegnungen. St. Gallen 1945.
- Spittelers Recht. Dokumente eines Kampfes. Winterthur 1966.
- Dichtung und Wissenschaft. Heidelberg 1954.